# Costarainera
Costarainera är en italiensk kommun i provinsen Imperia i regionen Ligurien i Italien. Kommunen hade 791 invånare (2018).